# Cyphon ochraceus
Cyphon ochraceus är en skalbaggsart som beskrevs av Stephens 1830. Cyphon ochraceus ingår i släktet Cyphon, och familjen mjukbaggar. Arten är reproducerande i Sverige.